# Ljubiša Štrbac
Ljubiša Štrbac (* 7. August 1981) ist ein slowenischer Fußballspieler. Er spielt als Mittelstürmer.
Er begann seine Karriere bei NK Olimpija Ljubljana. Danach wechselte er zu Medvode, wo er jedoch nur kurz war. So wechselte er im selben Jahr noch nach Bela krajina. 2006 wechselte er zu NK Interblock Ljubljana. In der Saison 2007/08 spielte Štrbac beim Zweitligisten FC Erzgebirge Aue. Seit Januar 2009 spielt er für den FC Gossau in der 2. Schweizer Profi-Liga. Im Winter der Saison 2013/14 wechselte er nach Österreich in die 6. Liga zum SV Dolomit Eberstein.